# Ambionix
Ambionix is een stripreeks gebaseerd rond het figuur Ambiorix. De strips werden getekend door het tekenaarsduo Wim Swerts en Vanas. De scenario's werden door Hec Leemans bedacht. De strip ontstond in 2000 en werd uitgegeven door uitgeverij Concentra. Deze stripreeks zou immers enkel in Het Belang van Limburg voorgepubliceerd worden en als stripalbum enkel in Limburg verdeeld worden. De reeks werd na drie verhalen stopgezet.

## Personages
- Professor Kierewiet is de professor die erin slaagt om een perfecte kloon van Ambiorix te maken. Hij noemt de kloon Ambionix. Hij heeft een nichtje, Desiree.
- Ambionix is een experiment van professor Kierewiet en door hem tot leven gebracht. Om hem draait het verhaal. Bij hem gaat ook alles fout.
- Desiree is een intelligent, braaf meisje en tevens is professor Kierewiet haar oom. Ze heeft een vriend, Jaak.
- Jaak is het vriendje van Desiree.

## Albums
| Nummer | Titel                                       | Jaartal (eerste druk) |
| ------ | ------------------------------------------- | --------------------- |
| 1      | Eburonen en blauwe bonen                    | 2000                  |
| 2      | Ambionix en de Xinoibma                     | 2000                  |
| 3      | Ambionixa bij de Tungri (niet in albumvorm) | 2000                  |

## Trivia
- Door het kijken naar televisie heeft Ambionix als eerst het woord Moddefukke! geleerd. Later roept hij dit voortdurend.
- In album Eburonen en blauwe bonen is er een glansrol voor Steve Stevaert als buschauffeur, een karikatuur van Willy Claes, en Johan Boskamp, de toenmalige trainer, in het jaar 2000, van voetbalclub KRC Genk.
- Ambionixa bij de Tungri is niet in albumvorm verschenen maar enkel voorgepubliceerd in Het Belang van Limburg.
  - Midden 2000 is op het dak van de tekenstudio van Swerts en  Vanas het hoofd van Ambionix geschilderd.